# Ani Mijačika
Ani Mijačika (ur. 15 czerwca 1987) – chorwacka tenisistka.
Tenisistka rozpoczęła swój kontakt z zawodowym tenisem w wieku czternastu lat, w październiku 2001, biorąc udział w kwalifikacjach do niewielkiego turnieju ITF, w Makarskiej w Chorwacji. W 2002 wielokrotnie próbowała swoich sił w kwalifikacjach do podobnych turniejów, ale ani razu nie udało jej się przez nie przebrnąć. W następnym roku otrzymała od organizatorów turnieju w Makarska dziką kartę do udziału w turnieju głównym, w którym w efekcie wygrała swój pierwszy w karierze mecz. Pierwsze poważne sukcesy przyszły w 2005, w którym wygrała dwa turnieje w grze deblowej oraz osiągnęła finał gry singlowej w Dubrowniku, a tydzień później, również w Dubrowniku, wygrała turniej, pokonując w finale Andreę Popovic. W latach 2007–2008 nie brała udziału w rozgrywkach, a w 2009, po powrocie wygrała kolejne dwa mecze w singlu i dwa mecze w deblu. W sumie w czasie swojej kariery wygrała dziesięć turniejów w grze pojedynczej i dziesięć w grze podwójnej rangi ITF.
W lutym 2010 zagrała kwalifikacjach do turnieju WTA w Paryżu, ale przegrała już w pierwszej rundzie z Rosjanką, Jekatieriną Makarową. Następnie wystąpiła w kwalifikacjach do turnieju w Warszawie, gdzie w pierwszej rundzie pokonała Polkę Joannę Nalborską, a w drugiej przegrała z Iriną Begu. Pod koniec sierpnia zagrała też pierwszą rundę kwalifikacji do wielkoszlemowego US Open, ale przegrała z Ariną Rodionową. W lutym 2011 roku wystąpiła jako reprezentantka swojego kraju w Pucharze Federacji, gdzie wygrała jeden mecz, pokonując Austriaczkę, Patricię Mayr. W lipcu tego samego roku wygrała kwalifikacje do turnieju WTA w Palermo i po raz pierwszy w karierze zagrała w turnieju głównym. W pierwszej rundzie trafiła na Greczynkę Eleni Daniilidu i po zaciętym meczu wygrała w trzech setach, awansując tym samym do drugiej rundy. W drugiej rundzie przegrała jednak z Czeszką Klarą Zakopalovą i odpadła z turnieju.
We wrześniu 2011 roku awansowała do drugiej setki światowego rankingu WTA, osiągając miejsce 197.

## Wygrane turnieje singlowe
|     | Data       | Turniej     | Kat. | ($)    | Naw.   | Finalistka         | Wynik         |
| 1.  | 30/10/2005 | Dubrownik   | ITF  | 10 000 | ziemna | Andrea Popovic     | 6:4, 7:5      |
| 2.  | 09/04/2006 | Makarska    | ITF  | 10 000 | ziemna | Kristina Andlovic  | 6:4, 7:6      |
| 3.  | 21/05/2006 | Zadar       | ITF  | 10 000 | ziemna | Tadeja Majerič     | 6:1, 7:5      |
| 4.  | 09/08/2009 | Arad        | ITF  | 10 000 | ziemna | Diana Enache       | 6:1, 6:2      |
| 5.  | 23/08/2009 | Vinkovci    | ITF  | 10 000 | ziemna | Maria Abramovic    | 6:2, 6:3      |
| 6.  | 12/09/2010 | Sarajewo    | ITF  | 10 000 | ziemna | Wiktorija Tomowa   | 6:1, 6:2      |
| 7.  | 27/02/2011 | Portimão    | ITF  | 10 000 | twarda | Justine Ozga       | 6:4, 6:4      |
| 8.  | 26/06/2011 | Lenzerheide | ITF  | 25 000 | ziemna | Amra Sadikovic     | 6:3, 3:6, 6:3 |
| 9.  | 04/09/2011 | Sarajewo    | ITF  | 25 000 | ziemna | Florencia Molinero | 6:1, 3:6, 6:4 |
| 10. | 01/05/2016 | Tučepi      | ITF  | 10 000 | ziemna | Tereza Mrdeža      | 6:3, 1:6, 6:3 |